# جيد جونسون
جيد جونسون (بالإنجليزية: Jade Johnson) هي منافسة ألعاب القوى بريطانية، ولدت في 7 يونيو 1980 في لندن في المملكة المتحدة.

## وصلات خارجية
- جادي جونسون على موقع الاتحاد الدولي لألعاب القوى (الإنجليزية)
- جادي جونسون على موقع الدوري الماسي (الإنجليزية)
- جادي جونسون على موقع أوليمبيديا (الإنجليزية)
- جادي جونسون على موقع اللجنة الأولمبية البريطانية (الإنجليزية)
- جادي جونسون على موقع اتحاد ألعاب الكومنولث (مؤرشف) (الإنجليزية)